# PKDCC
PKDCC (англ. Protein kinase domain containing, cytoplasmic) – білок, який кодується однойменним геном, розташованим у людей на 2-й хромосомі. Довжина поліпептидного ланцюга білка становить 493 амінокислот, а молекулярна маса — 54 132.
| 10         |  | 20         |  | 30         |  | 40         |  | 50         |
| ---------- |  | ---------- |  | ---------- |  | ---------- |  | ---------- |
| MRRRRAAVAA |  | GFCASFLLGS |  | VLNVLFAPGS |  | EPPRPGQSPE |  | PSPAPGPGRR |
| GGRGELARQI |  | RARYEEVQRY |  | SRGGPGPGAG |  | RPERRRLMDL |  | APGGPGLPRP |
| RPPWARPLSD |  | GAPGWPPAPG |  | PGSPGPGPRL |  | GCAALRNVSG |  | AQYMGSGYTK |
| AVYRVRLPGG |  | AAVALKAVDF |  | SGHDLGSCVR |  | EFGVRRGCYR |  | LAAHKLLKEM |
| VLLERLRHPN |  | VLQLYGYCYQ |  | DSEDIPDTLT |  | TITELGAPVE |  | MIQLLQTSWE |
| DRFRICLSLG |  | RLLHHLAHSP |  | LGSVTLLDFR |  | PRQFVLVDGE |  | LKVTDLDDAR |
| VEETPCAGST |  | DCILEFPARN |  | FTLPCSAQGW |  | CEGMNEKRNL |  | YNAYRFFFTY |
| LLPHSAPPSL |  | RPLLDSIVNA |  | TGELAWGVDE |  | TLAQLEKVLH |  | LYRSGQYLQN |
| STASSSTEYQ |  | CIPDSTIPQE |  | DYRCWPSYHH |  | GSCLLSVFNL |  | AEAVDVCESH |
| AQCRAFVVTN |  | QTTWTGRQLV |  | FFKTGWSQVV |  | PDPNKTTYVK |  | ASG        |

A: Аланін

C: Цистеїн

D: Аспарагінова кислота

E: Глутамінова кислота

F: Фенілаланін

G: Гліцин

H: Гістидин

I: Ізолейцин

K: Лізин

L: Лейцин

M: Метіонін

N: Аспарагін

P: Пролін

Q: Глутамін

R: Аргінін

S: Серин

T: Треонін

V: Валін

W: Триптофан

Кодований геном білок за функціями належить до трансфераз, кіназ, білків розвитку, тирозинових протеїнкіназ, фосфопротеїнів. 
Задіяний у таких біологічних процесах, як транспорт, транспорт білків, остеогенез, диференціація клітин. 
Білок має сайт для зв'язування з АТФ, нуклеотидами. 
Локалізований у апараті гольджі.
Також секретований назовні.